# Шустер-Шевц, Гинц
Гинц Шустер-Шевц, немецкий вариант — Хайнц Шустер-Шевц (настоящая фамилия — Шевц; в.-луж. Hinc Šewc; нем. Heinz Schuster-Šewc, 8 февраля 1927, деревня Поршицы, Лужица, Германия — 10 февраля 2021, Лейпциг) — лужицкий филолог-славист, сорабист. Директор Института сорабистики (1964—1992). Специалист по верхнелужицкому и нижнелужицкому языкам. Публиковал свои научные сочинения под двойной немецко-серболужицкой фамилией Шустер-Шевц. Лауреат национальной серболужицкой премии имени Якуба Чишинского (1980).

## Биография
Зимой 1946 года обучался на двухмесячных серболужицких педагогических курсах в Радворе. С марта этого же года работал учителем и директором начальной школы в селе Псовы. В 1947 году вступил в молодёжное отделение серболужицкой культурной организации «Домовина». С 1948 года изучал славистику в Ягеллонском и Вроцлавском университетах. В 1953 году получив научную степень магистра, возвратился в Лужицу, где преподавал русский язык.
С 1953 по 1955 года — ассистент в Институте серболужицкого народонаселения (позднее — Серболужицкий институт) в Будишине. В 1955 году под руководством немецкого слависта Ганса Хольма Бельфельдта защитил в берлинском университете имени Гумбольдта диссертацию на соискание научной степени доцента наук по теме «Historische und vergleichende Lautlehre der Sprache des Albin Moller». С 1955 по 1964 года преподавал славистику в Лейпцигском университете.
С 1964 по 1992 года — профессор славистики и директор Института сорабистики. Организовал при институте действовавшие с 1967 по 1982 года международные Высшие курсы языков и культуры лужицкого народа. Занимался исследованиями средневековых литературных источников, относящихся к группе «Лужицкие языковые памятники». Опубликовал исследовательские работы «Katechizm a spěwarske Albina Mollera» (1959), «Přełožk Noweho zakonja Mikławša Jakubicy» (1967), «Enchiridion Vandalicum Handrija Tary» (1990). Обнаружил ранее неизвестные сочинения «Das Neue Testament der niedersorbischen Krakauer (Berliner) Handschrift» (издано в 1996), «Rukopis Jana Cichoriusa z lěta 1663» (издано в 2000 году).
Работал над многотомным «Историческо-этимологическим словарём верхнелужицкого и нижнелужицкого языков» (Historisch-etymologisches Wörterbuch der ober- und niedersorbischen Sprache), который издавал в различное время между 1978 и 1996 годами.
В различное время был членом Верхнелужицкой языковой комиссии при Академии наук ГДР.
Получил почётную докторскую степень в Ягеллонском университете. С 1977 года — член Польской академии знаний и с 1988 года — почётный член Саксонской академии наук.
Опубликовал около 400 научных работ по сорабистике.
Основные научные труды
- Das Sorbische im slawischen Kontext, Domowina-Verlag, 2000.
- Das Sorbische und der Stand seiner Erforschung, Berlin, Akademie-Verlag, 1991.
- Historisch-etymologisches Wörterbuch der ober- und niedersorbischen Sprache, Bautzen, Domowina-Verlag, 1978—1996.
- Bibliographie der sorbischen Sprachwissenschaft, Bautzen, Domowina-Verlag, 1966.
- Vergleichende historische Lautlehre der Sprache des Albin Moller, Berlin, Akademie-Verlag, 1958.